# Кузнецов, Владимир Николаевич (хоккеист)
Владимир Анатольевич Кузнецов (27 июля 1955 года, Пермь, СССР) — советский и российский хоккеист и тренер.

## Биография
Заниматься хоккеем начал только в 12 лет. В него он попал благодаря своему отцу. Через четыре года он попал в спортшколу и уже вскоре дебютировал за местный «Молот». Всего за главную хоккейную пермскую команду Кузнецов провел 16 сезонов. Все это время он был одним из лидеров клуба и неоднократно получал предложения из клубов Высшей лиги.
В 1990 году Кузнецов в 35 лет через своих знакомых переехал во Францию, где много лет играл за «Амневиль». В последний раз хоккеист выходил на лед в 55 лет в составе «Меца». К тому времени он был играющим тренером команды, которую он вывел из четвертого в французский третий дивизион.
С 2012 по 2015 годы возглавлял сборную Люксембурга по хоккею с шайбой.

## Семья
Сын Владимира Кузнецова Евгений (род. 1975) также стал хоккеистом. Долгое время вместе с отцом он выступал за «Амневиль» и «Мец», а затем он ассистировал ему в сборной Люксембурга.